# Barione sigma
In fisica delle particelle, i barioni sigma (Σ) sono barioni contenenti una combinazione qualsiasi di due quark up (u) e down (d) ed un terzo quark che può essere un quark strange (s), charm (c) o bottom (b).

## Lista
I simboli incontrati in queste liste sono: I (isospin), J (operatore momento angolare totale), P (parità), u (quark up), d (quark down), s (quark strange), c (quark charm), t (quark top), b (quark bottom), Q (carica), B (numero barionico), S (stranezza), C (charmness), B′ (bottomness), T (topness), ed altre particelle subatomiche.
Le antiparticelle non sono elencate in questa tabella; tuttavia, esse avrebbero semplicemente tutti i quark mutati in antiquark, e Q, B, S, C, B′, T, avrebbero segni opposti. Per amor di completezza, i barioni sigma top (Σ++t) sono elencati, ma non ne è prevista l'osservazione dato che i quark top non sono abbastanza stabili per formare barioni. 

### JP= 1/2+barioni sigma
| Nome della particella | Simbolo    | Quark contenuti | Massa a riposo (MeV/c2) | I | JP    | Q (e) | S  | C  | B' | T  | Vita media (s)        | In genere decade in  |
| --------------------- | ---------- | --------------- | ----------------------- | - | ----- | ----- | -- | -- | -- | -- | --------------------- | -------------------- |
| Sigma                 | Σ+         | us              | 1189,37 ± 0,07          | 1 | 1/2+  | +1    | −1 | 0  | 0  | 0  | 8,018 ± 0,026 × 10−11 | p+ + π⁰ o n⁰ + π+    |
| Sigma                 | Σ⁰         | uds             | 1192,642 ± 0,024        | 1 | 1/2+  | 0     | −1 | 0  | 0  | 0  | 7,4 ± 0,7 × 10−20     | Λ⁰ + γ               |
| Sigma                 | Σ⁻         | ds              | 1197,449 ± 0,030        | 1 | 1/2+  | −1    | −1 | 0  | 0  | 0  | 1,479 ± 0,011 × 10−10 | n⁰ + π⁻              |
| Sigma charmed         | Σ++c(2455) | uc              | 2454,02 ± 0,18          | 1 | 1/2 + | +2    | 0  | +1 | 0  | 0  | 3,0 ± 0,4 × 10−22     | Λ+c + π+             |
| Sigma charmed         | Σ+c(2455)  | udc             | 2452,9 ± 0,4            | 1 | 1/2 + | +1    | 0  | +1 | 0  | 0  | >1,4 × 10−22          | Λ+c + π⁰             |
| Sigma charmed         | Σ⁰c(2455)  | dc              | 2453,76 ± 0,18          | 1 | 1/2 + | 0     | 0  | +1 | 0  | 0  | 3,0 ± 0,5 × 10−22     | Λ+c + π⁻             |
| Sigma bottom          | Σ+b(?)     | ub              | 5807,8+3,7−3,9          | 1 | 1/2 + | +1    | 0  | 0  | −1 | 0  | sconosciuta           | Λ⁰b + π+ (osservati) |
| Sigma bottom          | Σ⁰b(?)     | udb             | sconosciuta             | 1 | 1/2 + | 0     | 0  | 0  | −1 | 0  | sconosciuta           | sconosciuti          |
| Sigma bottom          | Σ⁻b(?)     | db              | 5815,2 ± 2,7            | 1 | 1/2 + | −1    | 0  | 0  | −1 | 0  | sconosciuta           | Λ⁰b + π⁻ (osservati) |
| Sigma top             | Σ++t       | ut              | —                       | 1 | 1/2 + | +2    | 0  | 0  | 0  | +1 | —                     | —                    |
| Sigma top             | Σ+         | udt             | —                       | 1 | 1/2 + | +1    | 0  | 0  | 0  | +1 | —                     | —                    |
| Sigma top             | Σ⁰t        | dt              | —                       | 1 | 1/2 + | 0     | 0  | 0  | 0  | +1 | —                     | —                    |

1. 1 2 3  Il PDG riporta la larghezza di risonanza (Γ). Qui viene invece data la conversione τ = ħ/Γ.
2. 1 2 3  I valori specifici del nome non sono ancora stati decisi, ma saranno probabilmente vicini al Σb(5810).
3. 1 2 3 4  Particella attualmente ancora non osservata, ma prevista dal modello standard.

### JP= 3/2+barioni sigma
| Nome della particella | Simbolo     | Quark contenuti | Massa a riposo (MeV/c2) | I | JP    | Q (e) | S  | C  | B' | T  | Vita media (s)      | In genere decade in         |
| --------------------- | ----------- | --------------- | ----------------------- | - | ----- | ----- | -- | -- | -- | -- | ------------------- | --------------------------- |
| Sigma                 | Σ∗+(1385)   | us              | 1382,8 ± 0,4            | 1 | 3/2+  | +1    | −1 | 0  | 0  | 0  | 1,84 ± 0,04 × 10−23 | Λ⁰ + π+ o Σ+ + π⁰ o Σ⁰ + π+ |
| Sigma                 | Σ∗0(1385)   | uds             | 1383,7 ± 1,0            | 1 | 3/2+  | 0     | −1 | 0  | 0  | 0  | 1,8 ± 0,3 × 10−23   | Λ⁰ + π⁰ o Σ+ + π⁻ o Σ⁰ + π⁰ |
| Sigma                 | Σ∗⁻(1385)   | ds              | 1387,2 ± 0,5            | 1 | 3/2+  | −1    | −1 | 0  | 0  | 0  | 1,67 ± 0,09 × 10−23 | Λ⁰ + π⁻ o Σ⁰ + π⁻ o Σ⁻ + π⁰ |
| Sigma charmed         | Σ∗++c(2520) | uc              | 2518,4 ± 0,6            | 1 | 3/2 + | +2    | 0  | +1 | 0  | 0  | 4,4 ± 0,6 × 10−23   | Λ+c + π+                    |
| Sigma charmed         | Σ∗+c(2520)  | udc             | 2517,5 ± 2,3            | 1 | 3/2 + | +1    | 0  | +1 | 0  | 0  | >3,9 × 10−23        | Λ+c + π⁰                    |
| Sigma charmed         | Σ∗0c(2520)  | dc              | 2518,0 ± 0,5            | 1 | 3/2 + | 0     | 0  | +1 | 0  | 0  | 4,1 ± 0,5 × 10−23   | Λ+c + π⁻                    |
| Sigma bottom          | Σ∗+b        | ub              | sconosciuta             | 1 | 3/2 + | +1    | 0  | 0  | −1 | 0  | sconosciuta         | sconosciuti                 |
| Sigma bottom          | Σ∗0b        | udb             | sconosciuta             | 1 | 3/2 + | 0     | 0  | 0  | −1 | 0  | sconosciuta         | sconosciuti                 |
| Sigma bottom          | Σ∗⁻b        | db              | sconosciuta             | 1 | 3/2 + | −1    | 0  | 0  | −1 | 0  | sconosciuta         | sconosciuti                 |
| Sigma top             | Σ∗++t       | ut              | —                       | 1 | 3/2 + | +2    | 0  | 0  | 0  | +1 | —                   | —                           |
| Sigma top             | Σ∗+t        | udt             | —                       | 1 | 3/2 + | +1    | 0  | 0  | 0  | +1 | —                   | —                           |
| Sigma top             | Σ∗0t        | dt              | —                       | 1 | 3/2 + | 0     | 0  | 0  | 0  | +1 | —                   | —                           |

1. 1 2 3 4 5 6  Il PDG riporta la larghezza di risonanza (Γ). Qui viene invece riportata la conversione τ = ħ/Γ.
2. 1 2 3 4 5 6  Particella attualmente ancora non osservata, ma prevista dal modello standard.